# یونانی پونتی
زبان یونانی پونتی (ποντιακά) گونه‌ای از زبان یونانی است که در اصل در منطقهٔ پنتوس واقع در کرانه‌های جنوبی دریای سیاه، شمال خاوری آناتولی، شرق قارص و در جنوب گرجستان گویشورانی داشته و امروزه بیشتر در شمال یونان بدین زبان سخن رانده‌می‌شود. این زبان در امتداد زبان‌های یونانی ایونی، یونانی بیزانس و یونانی کوینه قرارداشته و از زبان‌های گرجی، روسی، ترکی استانبولی و کمتر از فارسی و از زبان‌های قفقازی تأثیر پذیرفته‌است. به گویشوران این زبان یونانی‌های پتنوس گفته می‌شود. در یونانی گویشوران بدین زبان را رومیکا (به یونانی: Ρωμαίικα) می‌خواندند که اشاره به سرزمین روم دارد. در ترکی استانبولی نیز این زبان را رومی(رومجه) (به ترکی استانبولی: Rumca)می‌خوانده‌اند.؛ افزودن نام پنتوس به نام ایشان و زبانشان از افزوده‌های امروزین پژوهشگران است.
این زبان با گویش یونانی‌ای که در ماریوپول و پیشتر در کریمه بدان سخن می‌راندند نزدیکی دارد.